# Spirostreptus semilunaris
Spirostreptus semilunaris är en mångfotingart som beskrevs av Peters 1855. Spirostreptus semilunaris ingår i släktet Spirostreptus och familjen Spirostreptidae. Inga underarter finns listade i Catalogue of Life.